# Гукасов, Павел Осипович
Па́вел О́сипович Гука́сов (Погос Гукасянц) (арм. Պողոս Ղուկասյան;; 1858, Шуша, Российская империя — 1937, Париж, Франция) — российский нефтепромышленник, инженер, финансист. Брат промышленника, общественного деятеля, издателя и мецената А. О. Гукасова.

## Биография
По национальности армянин. Родился в 1858 году в Шуше, Елизаветпольской губернии.
С 1878 года, после окончания Дрезденского технического института был управляющим заводом «Каспийского товарищества» (нефтяная фирма в Баку). В 1887 участвовал в преобразовании паевого товарищества в акционерное общество, стал директором, а в 1889 — председателем Правления. Вместе с братьями Абрамом и Аршаком стоял во главе правлений ряда крупных нефтепромышленных обществ и товариществ («Каспийский трубопровод», Общество «Электрическая сила» в Баку и др.), входивших в важнейшие нефтяные монополии. С 1908 года — председатель наблюдательного совета Русского торгово-промышленного банка (пятого в России по размеру активов на тот момент). После 1910-х годов Гукасовы стараются закрепиться и усилить своё влияние в электро-техническом направлении. Перед началом Первой мировой войны, братья Гукасовы являются активными участниками создания АО Технико-химических изобретений, позднее вкладываются в фирму «Подобедов М. М. и Ко». С 1910 года — является одним из собственников АО «Колхида» (разработка Майкопских нефтепромыслов). Позднее, Гукасовы начинают скупать активы фирмы братьев Нобель, являющейся их прямым конкурентом. Сын Павла Осиповича — А. П. Гукасов с партнёрами (Б.Л. де Бур и Н. Н. Глебов), а также общество «Подобедов М. М. и Ко», в 1913 году создают акционерное общество «Динамо». Компания начинает активно скупать электротехнические предприятия и увеличивать свою долю на данном направлении. В 1912 году на безе «П. О. Гукасов и Ко» создаётся Урало-Кавказское акционерное общество (совместно с Ю. М. Тищенко — давним деловым партнёром). Компания вкладывается во множество фирм: скупает акции Английского общества Майкопских нефтеперегонных заводов, Бинагадинского нефтепромышленного и торгового общества, Екатерининского нефтеперегонного завода и Каспийского машиностроительного и котельного завода. Наряду с этим, Гукасов вкладывается в производство и продажу трубных и металлургических/машинных изделий. Даже в годы первой мировой войны, предприятие показывало стабильный рост прибыли. На 1914 год состояние Павла и Абрама Гукасовых оценивалось в сумму около 15 млн руб..
С 1916 года — председатель совета Русского торгово-промышленного банка. Являлся председателем Совета съездов представителей бакинских нефтепромышленников (1890—1906, 1915—1917).
Почётный мировой судья в Баку, председатель попечительского совета Бакинского коммерческого училища.
В 1906—1912 годах — член Государственного совета от торгово-промышленной курии. С 1912 член ЦК Прогрессивной партии.
После Октябрьской революции в России обостряется внутриполитическая ситуация, предприятия становятся убыточными, а летом 1918 года после выпуска Декрета НК о национализации всех акционерных предприятий, добывающих минеральное горючее, вся промышленная группа Гукасовых вынуждена прекратить свою деятельность. Вся семья эмигрирует.